# 태전고등학교
태전고등학교(胎田高等學校)는 대한민국 경기도 광주시 태전동에 있는 공립 고등학교이다.

## 학교 연혁
- 2018년 3월 1일 : 제1대 조미경 교장 취임
- 2018년 3월 2일 : 제1회 입학식(10학급 244명)
- 2021년 1월 8일 : 제1회 졸업식(251명)
- 2021년 9월 1일 : 제3대 구정미 교장 취임
- 2024년 1월 5일 : 제4회 졸업식(282명)
- 2024년 3월 4일 : 제7회 입학식(10학급 337명)

## 참고 자료
- 태전고등학교 - 한국교육학술정보원 학교알리미